# SwissHoldings
SwissHoldings ist ein Verband der Industrie- und Dienstleistungskonzerne in der Schweiz.

## Geschichte
Der Verein wurde 1942 gegründet und hat seinen Sitz in Bern.
Der branchenübergreifende Fachverband engagiert sich für optimale Rahmenbedingungen in der Schweiz als Sitzstaat von Holdinggesellschaften mit Auslandbeteiligungen. Die hauptsächlichen Tätigkeitsgebiete sind Wirtschaftspolitik und Wirtschaftsrecht, Kapitalmarkt und Kapitalmarktrecht, Finanzberichterstattung sowie nationales und internationales Steuerrecht.
Die Organisation umfasst derzeit 65 international ausgerichtete Industrie- und Dienstleistungskonzerne, mit Sitz in der Schweiz. Diese machen einen Grossteil der Börsenkapitalisierung an der SIX Swiss Exchange aus, nach Eigendarstellung wird jeder dritte Arbeitsplatz der Privatwirtschaft in der Schweiz von einem Mitglied von SwissHoldings angeboten.

## Mitglieder
Folgend sind die Mitgliedsfirmen mit Stand vom Januar 2025 aufgeführt:
| - ABB Ltd. - Accelleron Industries AG - Adecco Management & Consulting S.A. - Alcon Alcon Pharmaceuticals Ltd. - Alpiq Holding AG - Aptiv Technologies Holdings AG - Arbonia AG - Autoneum Holding AG - Axpo Holding AG - Barry Callebaut AG - Bell Food Group AG - Bobst Group S.A. - Brink’s International Holdings AG - Bucher Industries AG - Bühler AG - Cilag Holding AG - Clariant International AG - COFRA Group (Holding AG) - Compagnie Financière Michelin Suisse SA - Die Schweizerische Post - Emmi AG - Endress+Hauser Management AG | - Hoffmann-La Roche Ltd. - Forbo International S.A. - Galenica AG - Geberit International AG - General Electric (Switzerland) GmbH - Georg Fischer AG - Givaudan S.A. - Glencore Glencore International AG - Holcim Ltd. - IKEA Supply AG - Implenia AG - JT International S.A. - Kühne + Nagel International AG - Lonza Group AG - Metall Zug AG - Nestlé S.A. - Novartis AG - OC Oerlikon Corporation AG - Omya Management AG - Oriflame Holding AG - Novo Nordisk Health Care AG - Philip Morris International Management S.A. | - Procter & Gamble International Operations S.A. - Rieter Holding AG - Sandoz Pharmaceuticals AG - Schindler Holding AG - SGS S.A. - Sicpa SA - Siegfried Holding AG - SIG Combibloc Group AG - Sika AG - Sonova Holding AG - Sulzer AG - Swiss Steel Holding AG - Swisscom AG - Syngenta AG - Takeda Pharmaceuticals International AG - Tecan Group AG - TE Connectivity Ltd. - Tetra Laval International S.A. - Valora Management AG - V-Zug Ag - Zehnder Group International AG |